# Liste der Abgeordneten zum Salzburger Landtag (16. Gesetzgebungsperiode)
- SPÖ: 8
- GRÜNE: 3
- NEOS: 3
- ÖVP: 15
- FPÖ: 7

- SPÖ: 8
- GRÜNE: 3
- NEOS: 2
- ÖVP: 15
- FPÖ: 7
- Sonst.: 1

Die Liste der Abgeordneten zum Salzburger Landtag (16. Gesetzgebungsperiode) listet die Abgeordneten zum Salzburger Landtag in der 16. Gesetzgebungsperiode (ab 2018) auf.

## Geschichte
Nach der Landtagswahl in Salzburg 2018 am 22. April entfielen 15 der 36 Mandate auf die Österreichische Volkspartei (ÖVP, plus vier Mandate), acht auf die Sozialdemokratische Partei Österreichs (SPÖ, minus ein Mandat), sieben auf die Freiheitliche Partei Österreichs (FPÖ, plus ein Mandat) und drei Mandate auf Die Grünen – Die Grüne Alternative (Grüne, minus vier Mandate). NEOS – Das Neue Österreich und Liberales Forum kandidierten erstmals in Salzburg und schafften mit drei Abgeordneten den Einzug in den Landtag. Das Team Stronach Salzburg (bisher drei Mandate) kandidierte nicht mehr, die Abgeordneten der Freien Partei Salzburg schieden aus dem Landtag aus.
Die konstituierende Sitzung des Salzburger Landtags und die Wahl und Angelobung der Landesregierung Haslauer jun. II fand am 13. Juni 2018 im Carabinierisaal der Salzburger Residenz statt, nachdem der Chiemseehof seit Frühjahr 2017 umgebaut wird. Am 11. Juni 2018 stellten sich die designierten Regierungsmitglieder im Rathaus Salzburg einem Hearing vor den neu gewählten Landtagsabgeordneten.
Nach dem Parteiaustritt von Josef Egger im März 2022 verlor NEOS den Klubstatus und damit Teile der Parteiförderung. Als parteifreier Mandatar schloss sich Egger dem ÖVP-Klub an.

## Funktionen

### Landtagspräsidenten
- Die ÖVP nominierte Brigitta Pallauf als Landtagspräsidentin, sie wurde einstimmig gewählt.[11]
- NEOS nominierten Sebastian Huber als Zweiten Landtagspräsidenten, die SPÖ nominierte Roland Meisl. Sebastian Huber wurde mit 20 von 36 Stimmen zum Zweiten Landtagspräsidenten gewählt.[12][13]

### Klubobleute
- ÖVP: Daniela Gutschi[11] (bis Februar 2021); Wolfgang Mayer (ab Februar 2021)[14]
- FPÖ: Marlene Svazek[15]
- Grüne: Klubobfrau war bis März 2019 Martina Berthold. Nach den Gemeindevertretungs- und Bürgermeisterwahlen in Salzburg 2019 wurde sie aufgrund ihres Wechsels in die Salzburger Stadtregierung von Kimbie Humer-Vogl in dieser Funktion abgelöst.[16][17]
- NEOS: Josef Egger (bis März 2022)[9][18]
- SPÖ (Klubvorsitzender): Walter Steidl (bis Juli 2020), Michael Wanner (ab Juli 2020)[19]

### Bundesräte
Die ÖVP gewann einen Sitz in der Länderkammer, für die SPÖ ergibt sich keine Änderung. Die Grünen verloren einen Sitz im Bundesrat, mit zwei Abgeordneten verloren sie auch das Anfragerecht an die Bundesregierung. Die Grüne Bundesrätin Heidelinde Reiter schied aus dem Bundesrat aus. Das Mandat von Bundesrat Dietmar Schmittner (FPS) ging an die FPÖ zurück, das Bundesratsmandat der Salzburger Freiheitlichen übernahm Marlies Steiner-Wieser. Bei der ÖVP behielt Andrea Eder-Gitschthaler ihr Bundesratsmandat, das zweite ÖVP-Bundesratsmandat ging an Silvester Gfrerer. Das SPÖ-Mandat behielt Michael Wanner. Im Juli 2020 wechselte Wanner als Klubobmann in den Landtag, im Bundesrat rückte David Egger für ihn nach.

### Landtagsabgeordnete
| Name                       | Bild | Fraktion | Fraktion  | Anmerkung                                                                                           |
| -------------------------- | ---- | -------- | --------- | --------------------------------------------------------------------------------------------------- |
| Bartel Michaela            |      |          | ÖVP       | [ 11 ]                                                                                              |
| Berger Karin               |      |          | FPÖ       | [ 20 ]                                                                                              |
| Berthold Martina           |      |          | GRÜNE     | Klubobfrau bis März 2019 Abgeordnete bis Mai 2019, Nachrücker Simon Heilig-Hofbauer                 |
| Dollinger Karin            |      |          | SPÖ       | |
| Egger Josef                |      |          | NEOS / OF | Klubobmann bis März 2022, fraktionslos seit März 2022                                               |
| Forcher Gerald             |      |          | SPÖ       | bis zum 11. März 2020 Nachrücker Johann Ganitzer                                                    |
| Ganitzer Johann            |      |          | SPÖ       | seit 27. Mai 2020, Nachrücker für Gerald Forcher                                                    |
| Gutschi Daniela            |      |          | ÖVP       | Klubobfrau; bis Februar 2021 Nachrückerin Daniela Rosenegger                                        |
| Heilig-Hofbauer Simon      |      |          | GRÜNE     | seit 7. Mai 2019, Nachrücker für Martina Berthold bis Dezember 2022, Nachrücker Heinrich Schellhorn |
| Huber Elisabeth            |      |          | ÖVP       | [ 20 ]                                                                                              |
| Huber Sebastian            |      |          | NEOS      | Nachrücker für Sepp Schellhorn                                                                      |
| Humer-Vogl Kimbie          |      |          | GRÜNE     | Klubobfrau seit März 2019                                                                           |
| Jöbstl Martina             |      |          | ÖVP       | [ 20 ]                                                                                              |
| Klausner Sabine            |      |          | SPÖ       | |
| Költringer Hannes          |      |          | FPÖ       | seit 16. August 2022, Nachrücker für Hermann Stöllner                                               |
| Lassacher Ernst            |      |          | FPÖ       | [ 20 ] [ 32 ]                                                                                       |
| Maurer Markus              |      |          | SPÖ       | |
| Mayer Wolfgang             |      |          | ÖVP       | Klubobmann seit Februar 2021                                                                        |
| Meisl Roland               |      |          | SPÖ       | |
| Mösl Stefanie              |      |          | SPÖ       | [ 20 ]                                                                                              |
| Obermoser Michael          |      |          | ÖVP       | |
| Pallauf Brigitta           |      |          | ÖVP       | Landtagspräsidentin                                                                                 |
| Pfeifenberger Wolfgang     |      |          | ÖVP       | [ 20 ]                                                                                              |
| Rieder Alexander           |      |          | FPÖ       | [ 20 ]                                                                                              |
| Rosenegger Daniela         |      |          | ÖVP       | seit 3. Februar 2021 Nachrückerin für Daniela Gutschi                                               |
| Sampl Manfred              |      |          | ÖVP       | [ 20 ]                                                                                              |
| Scharfetter Hans           |      |          | ÖVP       | |
| Scheinast Josef            |      |          | GRÜNE     | [ 29 ] [ 30 ]                                                                                       |
| Schernthaner Hannes        |      |          | ÖVP       | [ 11 ]                                                                                              |
| Schnitzhofer Hans (Johann) |      |          | ÖVP       | [ 20 ]                                                                                              |
| Schöchl Josef              |      |          | ÖVP       | |
| Schöppl Andreas            |      |          | FPÖ       | [ 20 ]                                                                                              |
| Steidl Walter              |      |          | SPÖ       | Klubvorsitzender bis Juli 2020, Nachrücker Michael Wanner                                           |
| Stöllner Hermann           |      |          | FPÖ       | bis 2022, Nachrücker Hannes Költringer                                                              |
| Svazek Marlene             |      |          | FPÖ       | Klubobfrau                                                                                          |
| Teufl Andreas              |      |          | FPÖ       | [ 20 ]                                                                                              |
| Thöny Barbara              |      |          | SPÖ       | [ 20 ]                                                                                              |
| Wallner Simon              |      |          | ÖVP       | [ 20 ]                                                                                              |
| Wanner Michael             |      |          | SPÖ       | seit 8. Juli 2020, Klubvorsitzender                                                                 |
| Weitgasser Elisabeth       |      |          | NEOS      | Nachrückerin für Andrea Klambauer                                                                   |
| Zallinger Karl             |      |          | ÖVP       | [ 20 ]                                                                                              |